# Kaydy Cain
Kaydy Cain, pseudonimo di Daniel Gómez Carrero (Madrid, 12 febbraio 1990), è un rapper spagnolo conosciuto per aver militato nel gruppo musicale Pxxr Gvng, successivamente noto come Los Santos.
È riconosciuto come uno dei pionieri del genere trap in Spagna, di cui è stato uno dei primi esponenti.

## Biografia
Daniel Gómez Carrero è nato a Carabanchel, un quartiere di Madrid. Ha vissuto una vita umile fino all'adolescenza, lasciando in seguito questo stile di vita con l'esplosione del genere urban, che gli ha permesso di dedicarsi interamente alla musica.

## Carriera
Kaydy Cain inizia a farsi conoscere nel'ambiente hip hop underground nei primi anni 2010, come membro del gruppo Pxxr Gvng (si legge Poor Gang), formato insieme a Yung Beef e Khaled.. L'album pubblicato nel 2015 permette loro di esibirsi ad eventi negli Stati Uniti. In seguito Kaydy Cain intraprende una carriera solista, pubblicando diversi mixtape e ottenendo un buon successo. Nel 2017 pubblica il suo album in studio Calle amor, che presenta uno stile tendente alla musica latina e caraibica.
Nel 2019 esce Lo mejor de lo peor, un album che racchiude diverse influenze e diversi generi, tra cui salsa e reggaeton. Nel novembre dello stesso anno pubblica l'album NBA in collaborazione con Marko Italia.

## Stile musicale
Tra le principali fonti d'ispirazione di Kaydy Cain vi sono il flamenco e la salsa, che è uno dei suoi generi preferiti, come dichiarato in più interviste. La sua musica è stata influenzata anche dagli artisti hip hop di Atlanta, come Gucci Mane e Waka Flocka Flame. La sua musica risulta essere quindi un miscuglio di hip hop, reggaeton, bachata e altri generi.

## Discografia

### Album in studio
- 2010 – Life Is...
- 2017 – Calle amor
- 2019 – Lo mejor de lo peor
- 2019 – NBA (con Marko Italia)
- 2023 – Baby Face Killa
- 2024 – DILF

### EP
- 2015 – Bitches Over Money
- 2016 – Money from Nothin'
- 2016 – El swing de siempre. Eterno tumbao...' (con Cookin' Soul)
- 2017 – El niño de tus ojos
- 2021 – El juguete de tu muñeca

### Singoli
- 2014 – Gracias madre
- 2015 – Guns & Roses (con Coral Casino)
- 2015 – Adicta al twerk
- 2016 – BBW (con Takers)
- 2016 – Désolé (con Trapani)
- 2017 – Lo siento (con Maikel Delacalle e Steve Lean)
- 2017 – Perdedores del barrio (con NoiseBoy)
- 2018 – No Dreams
- 2018 – Puro malianteo (feat. Los del Control)
- 2018 – Mi heroína (feat. Los del Control)
- 2018 – Favorita
- 2018 – Still Lovin' (no estés triste)
- 2018 – The Truth
- 2018 – Más que tú
- 2018 – Préndelo (con La Maldad)
- 2018 – Salvaje (con DJ Sueño)
- 2018 – Dime (feat. Neo Pistea)
- 2018 – No te duermas
- 2018 – Llora
- 2018 – Lo mio es tuyo
- 2018 – Feminomania
- 2018 – Chupa Chups (feat. El Mini)
- 2019 – Mi cibernovia (con Israel B e AC3)
- 2019 – Algo como tu
- 2019 – Mentiroso (con Kabasaki)
- 2019 – Mas dinero que fe
- 2019 – Medellín (feat. Yassir e Los del Control)
- 2019 – Lobo y loba
- 2019 – Perreologia (con Uzielito Mix e El Habano)
- 2019 – Mentira (con Morad e Lowlight)
- 2019 – Hazla sonar (feat. Nicco Zaiet e Steve Lean)
- 2019 – NBA (con Marko Italia e Kabasaki)
- 2019 – Hasta el piso (feat. Dice Ailes)
- 2020 – Agradecidos (feat. Pablo Chill-E)
- 2020 – Latin Beauty
- 2020 – No es algo humano
- 2020 – La mira (con Lennis Rodriguez)
- 2020 – Tu recuerdo (con Yassir)
- 2020 – Tototo (con Yassir)
- 2020 – Special K (con Papi Trujillo)
- 2020 – Como yo lo hago (feat. Zaramay)
- 2020 – I Don't Sleep
- 2020 – Si no me das tu corazón te lo robo
- 2020 – Hollywood
- 2020 – Todo y nada
- 2021 – El juguete de tu muñeca
- 2021 – No es x ti
- 2021 – Contigo me voy
- 2021 – Sugar Daddy (con Japanese e Alex Pierre)
- 2021 – Vivimos lo bruno (con Dan Sanchez)
- 2021 – Mi destino
- 2021 – No Boss (con Rels B e Ael)
- 2021 – Sex Toy (con Gloosito, Baby Pantera e Garzi)
- 2021 – Wickr (con Baby Pantera)
- 2022 – Mentiras y falacias
- 2022 – Spiderman (con Carlitos Rossy)
- 2022 – No la usan
- 2022 – Tu y tu Glock
- 2022 – Si tú te vas (con Khaled e Yung Beef)
- 2022 – Ping pong (con La Zowi e Kabasaki)
- 2022 – Recuerdas? (con Los del Control e Rvfv)
- 2022 – Detrás del F (con La Promesa RD e Pana YMB)
- 2023 – Sirocco (con OldPurp e Harry Nach)
- 2023 – Vota x mi
- 2023 – En mi barrio